# Baglio (nautica)

Rappresentazione grafica delle dimensioni usate per descrivere una nave. La dimensione b è il baglio massimo.

In ingegneria navale il baglio è una trave che unisce le opposte murate di una nave, collegando perpendicolarmente rispetto all'asse prua-poppa le estremità superiori delle costole, cioè le assi che costituiscono insieme alla chiglia l'ossatura dell'imbarcazione. 
I bagli servono sia a sostenere i ponti, sia a mantenere invariata la distanza tra le due murate. Il più lungo è chiamato baglio maestro ed è il baglio della sezione maestra della nave.
Il baglio massimo è una misura che in nautica indica la larghezza massima dello scafo o la posizione del punto di larghezza massima.